# Ben 10: Ultimate Alien
Ben 10: Ultimate Alien è una serie animata statunitense che rappresenta la terza incarnazione della serie animata Ben 10. La première della serie è stata programmata dopo la fine di Ben 10 - Forza aliena, avvenuta il 26 marzo 2010. Il primo episodio è andato in onda negli Stati Uniti il 23 aprile 2010 svelando che gli eventi della nuova serie hanno luogo un anno dopo la fine delle vicende di Forza aliena. Prima di assumere la denominazione definitiva di "Ultimate Alien", la serie veniva chiamata provvisoriamente "Ben 10: Evolution".

## Trama
Un anno dalla sconfitta di Vilgax, la nuova serie si focalizza sull'ora sedicenne Ben Tennyson e sul suo segreto che ormai non è più tale essendo stato rivelato al mondo intero, rendendolo un "supereroe megastar internazionale", amato dai bambini ma guardato con sospetto dagli adulti. Con a disposizione la nuova versione dell'Omnitrix, chiamata "Ultimatrix", Ben, insieme a Gwen e Kevin, entrerà in azione in posti mai visti prima.

### Prima stagione
La prima stagione della serie è incentrata su un nuovo nemico, Aggregor, un osmosiano (la medesima razza aliena di Kevin) in grado di assorbire i poteri e l’energia di qualsiasi creatura vivente, il quale è alla ricerca di cinque alieni fuggitivi, provenienti dalla Galassia di Andromeda, che aveva precedentemente imprigionato per assorbire i loro poteri. Nel corso della stagione, Ben incontra ciascuno degli alieni (nell’ordine Bivalvan, Galapagus, P’andor, Ándreas e Ra’ad) e, apprendendo la loro storia, li aiuta, insieme ai Risolutori, per riportarli nei rispettivi pianeti natii, ignorando che il processo di scannerizzazione del loro DNA da parte dell’Ultimatrix (attraverso il quale Ben acquisisce le cinque forme aliene) venga sfruttato da Aggregor per rintracciare i fuggitivi e imprigionarli nuovamente. In seguito all’incontro con Ra’ad, l’ultimo dei cinque alieni ancora in libertà, Ben scopre la verità e si decide a combattere Aggregor per liberare i cinque alieni. Tuttavia, l’osmosiano riesce nel suo piano e acquisisce i poteri degli alieni, tramutandosi in una versione più forte e invincibile di se stesso, “Ultra Aggregor”, con i poteri dei cinque alieni fusi in un unico essere. Ben tenta invano di contrastarlo ma viene a conoscenza da Azmuth che il vero piano di Aggregor è quello di entrare in possesso della “Mappa dell’Infinito”, un dispositivo creato dal Prof. Paradox in grado di aprire la strada verso la Fucina della Creazione, un luogo localizzato al di fuori dell’universo dove soggiornano i Sapienti Celesti (ovvero la razza aliena di Alienix), dove Aggregor vorrebbe assorbire il potere di un Sapiente Celeste neonato e avere il controllo sull’intero universo. Ben, Gwen e Kevin partono così alla ricerca dei quattro frammenti che compongono la Mappa dell’Infinito, nascosti in quattro diverse sedi in tutto l’universo:
- Il primo in un tempio localizzato su un pianeta per metà ghiacciato e per metà infuocato protetto da alcuni Necrofriggian (la razza aliena di Gelone);
- Il secondo all'interno del dispositivo gravitazionale localizzato nel nucleo di Pisciss, il pianeta acquatico della razza aliena di Mastica;
- Il terzo all'interno dell'Alpha Runa localizzata a Legerdomain, la dimensione magica da cui proviene Incantatrice;
- L'ultimo all'interno del Perplexahedron, un gigantesco labirinto costituito da infinite stanze cubiche posizionato nello spazio profondo e governato dalla Sentinella (vero possessore dell’ultimo frammento della Mappa).

Alla fine, però, Aggregor riesce comunque ad entrare in possesso di tutti i frammenti e la squadra, aiutata dal Prof. Paradox, si mobilita per raggiungere la Fucina prima che Aggregor possa adempiere al suo piano, incrociando per caso uno sbalzo temporale che permette ad un più piccolo Ben Tennyson di 10 anni di unirsi alla squadra per combattere il nemico. Tuttavia, i tentativi dei due Ben risultano vani e per questo motivo Kevin si sacrifica acquisendo i poteri dell’Ultimatrix, e quindi ripristinando la forma mostruosa assunta in passato, e riuscendo a sconfiggere Aggregor, prosciugandolo dei suoi stessi poteri. A questo punto, però, Kevin, in preda alla brama di potere (derivante dall'eccessivo assorbimento di poteri) diventa il nuovo nemico, giurando vendetta contro i suoi nemici e abbandonando sia Ben che Gwen. Quest'ultima però non smette di credere che in lui esista ancora il suo lato buono, al contrario di Ben che invece è sempre più convinto di agire per eliminarlo definitivamente. Gwen si allea quindi con Darkstar per mettere a punto un piano affinché Kevin torni normale, e nonostante lo scetticismo di Ben, il piano riesce, anche grazie all'aiuto di Cooper. Kevin torna normale e si scusa per gli atteggiamenti assunti; anche gli alieni imprigionati da Aggregor, ormai liberi di tornare a casa, ringraziano Ben per l'aiuto reso.

### Seconda stagione
Dopo la sconfitta di Aggregor, la squadra è alle prese con i soliti nemici di sempre: Vulkanus tenta invano di assassinare Ben mediante l'utilizzo di Robot Techadon; Incantatrice, rimasta a Legerdomain, ha assunto le redini del regno e ne è diventata la nuova despota, avendo schiavizzato i suoi abitanti per permettere al padre defunto di tornare in vita ma, al rifiuto di quest'ultimo, si rinchiude in se stessa e si innamora di Darkstar, il quale però la sfrutta per assorbire più mana possibile e vendicarsi di Ben, Gwen e Kevin; il Dr. Animus pubblicizza le sue uova che contengono esseri rettiliani che devastano la città; Elena Validus, divenuta la nuova regina dello Sciame, minaccia la relazione tra Ben e Julie, della quale è gelosa perché innamorata di Ben; Albedo, dopo aver tentato di tornare nella sua forma naturale di Galvaniano, tenta di sottrarre l'Ultimatrix a Ben facendogli vivere un incubo con tutti i suoi nemici più pericolosi; i fratelli Vreedle raggiungono la Terra in compagnia della loro abominevole madre Ma Vreedle che vuole prosciugare gli oceani della Terra per fabbricare la sua prole perfetta. 
La trama principale però si snoda principalmente tra i Cavalieri Immortali, che devono vedersela con un sigillo magico che conduce ad una strana dimensione e con il ritorno del vecchio George, il primo cavaliere immortale, e l'Ordine dei Custodi della Fiamma (anche noto come Gli Esoterica), seguaci del culto di Dagon, una divinità tentacolare della quale attendono l'imminente arrivo sulla Terra. All'interno della storia però si inserisce nuovamente Vilgax che, dopo essere stato sconfitto da Ben alla fine degli eventi di Forza Aliena, è rimasto nella sua forma naturale, con la quale era fuggito in mare, e, trovato dagli Esoterica, viene scambiato da questi ultimi proprio per Dagon e trattato come una divinità. Ben però scopre l'inganno e tenta di avvertire i Custodi della Fiamma mentre, nel frattempo, i Cavalieri Immortali sono sulle tracce di George, il quale è partito per rintracciare la sua spada secolare. Vilgax però, dopo aver ingannato i Custodi, assorbe il potere della spada e viene tentato dal vero Dagon (nascosto dietro il sigillo) a liberarlo, ignaro che l'essere lo stia usando per attirarlo all'interno della sua dimensione. Scomparso Vilgax, George si riappropria della spada ma Ben, Gwen e Kevin scoprono che l'arma è stata fabbricata da Azmuth prima che egli creasse l'Omnitrix e che rappresenta per il Galvaniano uno strumento che conduce solo alla morte e alla devastazione, oltre che una delusione per aver perso l'amore della propria vita proprio perché intestardito dal creare tale arma. Azmuth informa quindi la squadra che fu egli a donare a George la spada (durante il Medioevo) in quanto un essere degno di brandirla: George la utilizzò per uccidere Dagon, che stava devastando la Terra con i suoi mostri, e lasciò la spada conficcata nel cuore del drago per evitare che la creatura si ridestasse dopo essere stata rinchiusa dietro il sigillo. Ben decide quindi di lasciare la spada a George, essendo questa la sua battaglia contro la bestia (ispirata in effetti alla storia di San Giorgio), ma Vilgax, tornato dalla dimensione di Dagon e avendo assorbito parte del suo immenso potere, torna sulla Terra per rompere definitivamente il sigillo mentre infuria la guerra tra Esoterica e Cavalieri Immortali. Dagon però, vista l'incapacità di Vilgax di adempiere al suo compito perché Ben riesce a tenergli testa, sceglie di controllare la mente di Gwen e sfruttare i suoi poteri da Anodite per rompere definitivamente il sigillo, ma la ragazza viene ridestata da Kevin. Dagon, però, riesce comunque a penetrare al di fuori del sigillo e ad uccidere George, che perde il suo dono dell'immortalità, e si appresta a dominare l'universo dopo un tentativo fallito da parte di Ben, trasformatosi in Ultra Gigante, di contrastarlo. L'essere però viene ingannato da Vilgax, il quale si ribella a lui e riesce ad assorbirne interamente l'energia per mezzo di un marchingegno costruito da Sifone. Assunto tutto il potere di Dagon, Vilgax si appresta a dominare il mondo, non prima di aver annientato Ben. Quest'ultimo però, rifugiatosi all'interno del Monte Rushmore con Gwen e Kevin, risulta essere degno di brandire la spada di Azmuth, l'unico strumento in grado di uccidere per sempre Dagon. A questo punto però Ben può realizzare un suo desiderio ma viene tentato da Vilgax a ricostruire un intero universo in cui il male non esista: grazie però all'intervento di Julie, Gwen e Kevin, Ben capisce che l'eccessivo potere lo renderebbe un essere uguale a Vilgax, a Dagon, ad Aggregor e qualunque nemico egli abbia affrontato in passato, e decide per questo di ritrasformare tutti gli Esoterica in esseri umani. Azmuth, fiero della scelta di Ben, decide di distruggere l'Ultimatrix e di donare al ragazzo la forma definitiva dell'Omnitrix. La storia continua in Ben 10: Omniverse...

## Episodi
La serie conta 52 episodi suddivisi in due stagioni.
| Stagione         | Episodi | Prima TV USA |
| ---------------- | ------- | ------------ |
| Prima stagione   | 20      | 2010         |
| Seconda stagione | 32      | 2011-2012    |

## Ultimatrix
La versione aggiornata dell'Omnitrix. Possiede tutte le abilità dell'Omnitrix originale più una nuova: il potere di trasformare alcuni alieni di Ben nelle forme "Ultra", definitive, di loro stessi, rendendoli più forti e con abilità molto più potenti. Per attivare questa trasformazione, Ben preme il simbolo dell'Omnitrix, causando la fuoriuscita di quattro raggi da esso e la trasformazione dell'alieno nella sua versione "Ultra". 
Le uniche forme aliene evolutive a comparire nella serie sono: 
- Ultra Fango Fiammante: nella sua forma evolutiva, Fango Fiammante passa da una fisionomia plantiforme a quella di un tronco umanoide associato a bombe esplosive che può sganciare dagli arti. Appare per la prima volta nell’ultimo episodio di Ben 10 - Forza Aliena;
- Ultra Scimparagno: nella sua forma evolutiva, Scimparagno assume le fattezze di un gorilla gigante, dotato di quattro arti aracnoidei, in grado di emettere delle ragnatele, molto più resistenti ed abbondanti, non dalla coda ma bensì dalla bocca. Appare per la prima volta nell’episodio iniziale Ben diventa famoso;
- Ultra Gelone: nella sua forma evolutiva, Gelone presenta un aspetto per lo più simile alla sua forma base (se non per il colorito che passa dal blu notte al rosso fuoco) ma cambia principalmente nella sua abilità, essendo in grado di emettere delle fiamme congelanti che aumentano a dismisura il raggio d’azione del suo alito gelido. Appare per la prima volta nell’episodio La famiglia di Tennyson;
- Ultra Omosauro: nella sua forma evolutiva, Omosauro assume le sembianze di un dinosauro corazzato e cambia il colore della propria carnagione che passa dal marrone al verde. È inoltre dotato di missili che può emettere dalle mani. Appare per la prima volta nell’episodio Un’insolita cassaforte (appare precedentemente nell’ultimo episodio di Ben 10 - Forza Aliena come trasformazione di Albedo);
- Ultra Rotolone: nella sua forma evolutiva, Rotolone assume degli spuntoni aguzzi lungo il rivestimento della sua armatura che lo rendono in grado di attaccare anche quando si difende. Appare per la prima volta nell’episodio Un’insolita cassaforte;
- Ultra Eco Eco: nella sua forma evolutiva, Eco Eco assume le sembianze di un robot e perde la capacità di replicarsi perché in grado di generare innumerevoli dischi che sostituiscono la sua abilità di emettere onde sonore, in questo caso molto più potenti, che nella forma base l’alieno rilascia semplicemente dalla bocca. Appare per la prima volta nell’episodio La mappa dell’infinito;
- Ultra Bestiale: nella sua forma evolutiva, Bestiale cambia colore (che passa dall’arancione al rosso bordeaux) ed assume una cresta che gli attraversa il dorso, ma principalmente acquista la capacità di parlare. Appare solo in due occasioni durante la serie: per la prima volta nell’episodio Il prigioniero numero 775 è fuggito e successivamente nell’ultimo episodio intitolato L’ultimo nemico (seconda parte);
- Ultra Gigante: nella sua forma evolutiva, Gigante diventa ancora più grande e cambia tonalità cromatica, passando dal rosso al blu. Appare un’unica volta durante l’ultimo episodio intitolato L’ultimo nemico (seconda parte);

Nell’episodio L’estremo sacrificio, in seguito ad un difetto dell’Ultimatrix, le forme aliene “Ultra” acquisiscono una propria coscienza e si ribellano a Ben, convinte che il ragazzo le stia sfruttando per i suoi scopi. Ben decide quindi di “sacrificarsi” (solo concettualmente all’interno dell’Ultimatrix) per permettere alle forme aliene di fuggire dal dispositivo, riuscendo quindi ad ottenere da Azmuth la possibilità di trasformarsi d’ora in avanti in qualsiasi forma evolutiva senza che essa assuma una propria coscienza. 
Nel corso della prima stagione, dedicata alla caccia da parte di Aggregor agli alieni della Galassia di Andromeda, Ben guadagna le forma aliene dei 5 fuggitivi, in seguito alla scannerizzazione del loro DNA tramite l’Ultimatrix, ottenendo: 
- Spara Acqua: acquisito da Ben dopo l’incontro con Bivalvan nell’episodio Ben diventa famoso, è un alieno simile ad un’aragosta con la capacità di rilasciare abbondanti flussi d’acqua dai fori posizionati sulle sue mani e di regolarne la temperatura. La sua corazza risulta essere molto resistente. Appare per la prima volta nell’episodio Un’insolita cassaforte;
- Vortice: acquisito da Ben dopo l’incontro con Galapagus nell’episodio Fuga da Aggregor, è un alieno simile ad una tartaruga con la capacità di ruotare i propri arti per trasformarsi in un gigantesco ventilatore in grado di emettere mulinelli d’aria che respingono i nemici. Appare per la prima volta nell’episodio Gloria riflessa;
- Fondiraggio: acquisito da Ben dopo l’incontro con P’andor nell’episodio Un’insolita cassaforte, è un alieno dotato di un’armatura dalla quale può emettere raggi radioattivi altamente corrosivi o surriscaldare qualsiasi superficie fino a temperature estreme. In realtà la vera forma dell’alieno è quella contenuta all’interno dell’armatura ma, essendo costituito interamente da radiazioni nocive per gli esseri umani, esso deve rimanere all’interno dell’armatura stessa (talmente resistente da poter essere scalfita solo dalla tetonite). Appare per la prima volta nell’episodio La fucina della creazione;
- Armadillo: acquisito da Ben dopo l’incontro con Ándreas nell’episodio Il sacrificio di Andreas, è un alieno corazzato simile per l’appunto ad un armadillo (tranne che per le notevoli dimensioni) dotato di martelli pneumatici inseriti negli arti superiori grazie ai quali può scatenare fortissimi terremoti e/o assorbire vibrazioni di energia. Appare per la prima volta nell’episodio L’ora dell’eroe;
- Anfibio Fulminante: acquisito da Ben dopo l’incontro con Ra’ad nell’episodio Fusione, è un alieno simile ad una medusa costituito da pura elettricità che gli consente di assorbire energia elettrica, spostarsi attraverso congegni elettrici e persino leggere i pensieri (essendo questi degli impulsi elettrici). Ben acquisisce la forma aliena dopo essersi fuso con Ra’ad, il quale per evitare di essere catturato nuovamente da Aggregor, si rifugia all’interno dell’Ultimatrix mettendo però così a rischio la vita di Ben. Appare per la prima volta nell’episodio Fusione.

Nel corso della serie, Ben recupera (per motivi sconosciuti) diverse forme aliene possedute da bambino, tra cui 2x2 (nell’episodio La sfida), Mastica (nell’episodio Il Perplexahedron), Bestiale ed Inferno (nell’episodio Re Viktor) e Pelle d’oca (nell’episodio L’estremo sacrificio), quest'ultimo però riottenuto durante Forza Aliena. Inoltre, nel corso della seconda stagione Ben ottiene la possibilità di trasformarsi in ulteriori 5 alieni, tra cui:
- Scatto Felino: alieno dalle fattezze feline che ricorda XLR8, essendo in grado di muoversi a velocità molto elevate. Appare per la prima volta nell’episodio Il corso d’addestramento;
- Camaleontide: alieno simile ad un camaleonte, dalla fisionomia allungata, dotato di tre occhi e quattro arti, ha l’abilità di diventare invisibile. Appare per la prima volta nell’episodio Il prigioniero numero 775 é fuggito;
- Mangione: alieno simile ad uno scarabeo stercorario con un’abilità molto simile a quella di Vomito, essendo in grado di emettere raggi energetici dal suo corno dopo essersi nutrito di materiale inorganico. Appare per la prima volta nell’episodio Un cavaliere da ricordare;
- Raggiotempo: alieno robotico con la capacità di riavvolgere il tempo ed esaminare gli eventi antecedenti avvenuti in un determinato luogo prima del suo arrivo e di accelerare la degradazione di materiali colpiti dal suo raggio d’energia. Appare per la prima volta nell’episodio L’ispettore 13 (anche se per una trasformazione di Gwen);
- Diavoletto: alieno dalle fattezze di un piccolo demonietto con l’abilità di smontare e riaggiustare qualsiasi cosa. Appare per la prima volta nell’episodio Il ritorno dei rettili.

Al termine della serie, dopo aver ottenuto la versione definitiva dell’Omnitrix da parte di Azmuth, Ben è in quindi in grado di trasformarsi in 42 alieni (avendo perso la capacità di trasformarsi nelle versioni evolute) ai quali si aggiungeranno in futuro le forme aliene presenti nella serie successiva Ben 10: Omniverse.

## Personaggi
Ben TennysonOrmai sedicenne, Ben possiede ora una sua auto, la DX Mark 10. Un suo grande fan, Jimmy Jones, grazie al suo intuito nota che gli alieni che proteggono la Terra posseggono tutti il simbolo dell'Ultimatrix e svela l'identità segreta del suo eroe. Mentre la maggior parte della società cova sentimenti contrastanti, se non disprezzo per Ben, i suoi compagni di scuola lo accettano, grati per tutto quello che ha fatto e che continua a fare.
Gwen TennysonAnch'ella sedicenne, Gwen è ancora il cervello del gruppo. Continuando a perfezionare i suoi poteri e le sue abilità di Anodite, Gwen dimostra più volte di essere un membro prezioso della squadra.
Kevin LevinAll'età di diciotto anni, Kevin continua ad essere un arrogante membro problematico della squadra. Nonostante le sue discutibili buffonate, Kevin eccelle molto più spesso, dimostrando di essere un amico sincero e leale. Dopo che la sua mutazione è stata curata dall'Omnitrix, Kevin ha riacquistato i suoi poteri originali, ossia di assorbire energia e materia. Inoltre, ha imparato anche ad assorbire temporaneamente materiale extra per aumentare la densità e trasformare parti del suo corpo in vari modi. Ora possiede un'astronave (La Jet Carretta) che, come già fatto in passato con la sua auto, ha modificato un po' alla volta con tecnologia aliena.
Julie YamamotoSedici anni anch'ella, Julie comincia a mostrare più interesse per la vita segreta di Ben e Gwen. La sua relazione con Ben sembra più affettuosa rispetto al passato e la ragazza ha un ruolo importante nella vita dell'eroe, incoraggiandolo a non nascondersi dalla società nonostante la maggior parte degli adulti lo veda come un problema.
AggregorMalvagio Osmosiano che vuole assorbire il potere dei cinque alieni della galassia di Andromeda (Bivalvan, Galapagus, Andreas, Ra'ad, P'andor). Quando ci riesce parte alla ricerca della Mappa dell'Infinito, ma il potente Ultra Kevin lo batte una volta per tutte.
VilgaxLa Chimera Sui Generis arci-nemica di Ben ritorna in "L'ordine dei custodi della fiamma" quando un gruppo che adora la divinità di Diagon, tra questi c'è anche Julie. Ben però riesce a batterlo fino a quando non riassume la sua forma umanoide. Nell'ultima puntata assorbe i Lucubra e Diagon e si mostra ostinato nell'allearsi con Ben e creare un nuovo mondo da lui comandato grazie all'Omnitrix di Ben ,ma Julie, Kevin, Nave, Gwen e Azmuth (gli ultimi sopravvissuti all'attacco di Diagon e degli Esoterica) fanno ritornare Ben alla "normalità" anche se nel frattempo Vilgax è scappato.

## Videogiochi
Alla serie di Ben 10: Ultimate Alien è stato dedicato un videogioco, intitolato Ben 10 Ultimate Alien: Cosmic Destruction, il quale è uscito nell'ottobre 2010.